# Campanula cespitosa
Campanula cespitosa là loài thực vật có hoa trong họ Hoa chuông. Loài này được Scop. mô tả khoa học đầu tiên năm 1771.